# سفتة (كوه بنج)
سفتة (بالفارسية: سفته) هي قرية تقع في إيران في البلدة المركزية. يقدر عدد سكانها بـ 0 نسمة بحسب إحصاء 2016.